# Spinimbecco
Il paese di Spinimbecco è una frazione del comune di Villa Bartolomea, in provincia di Verona. Conta 1 300 abitanti circa.

## Storia
Il paese ha origini antiche: già nell'anno 1184 è segnato nel primo atto che elenca "le ville veronesi" compilato dal Comune di Verona. La sua costituzione però è ancora precedente e risale agli anni immediatamente successivi alla famosa "Rotta della Cucca", un'esondazione spaventosa delle acque dell'Adige, avvenuta nell'anno 589. Tale conclusione è legittimata dagli scavi che anche recentemente sono stati eseguiti nelle vicinanze del paese.

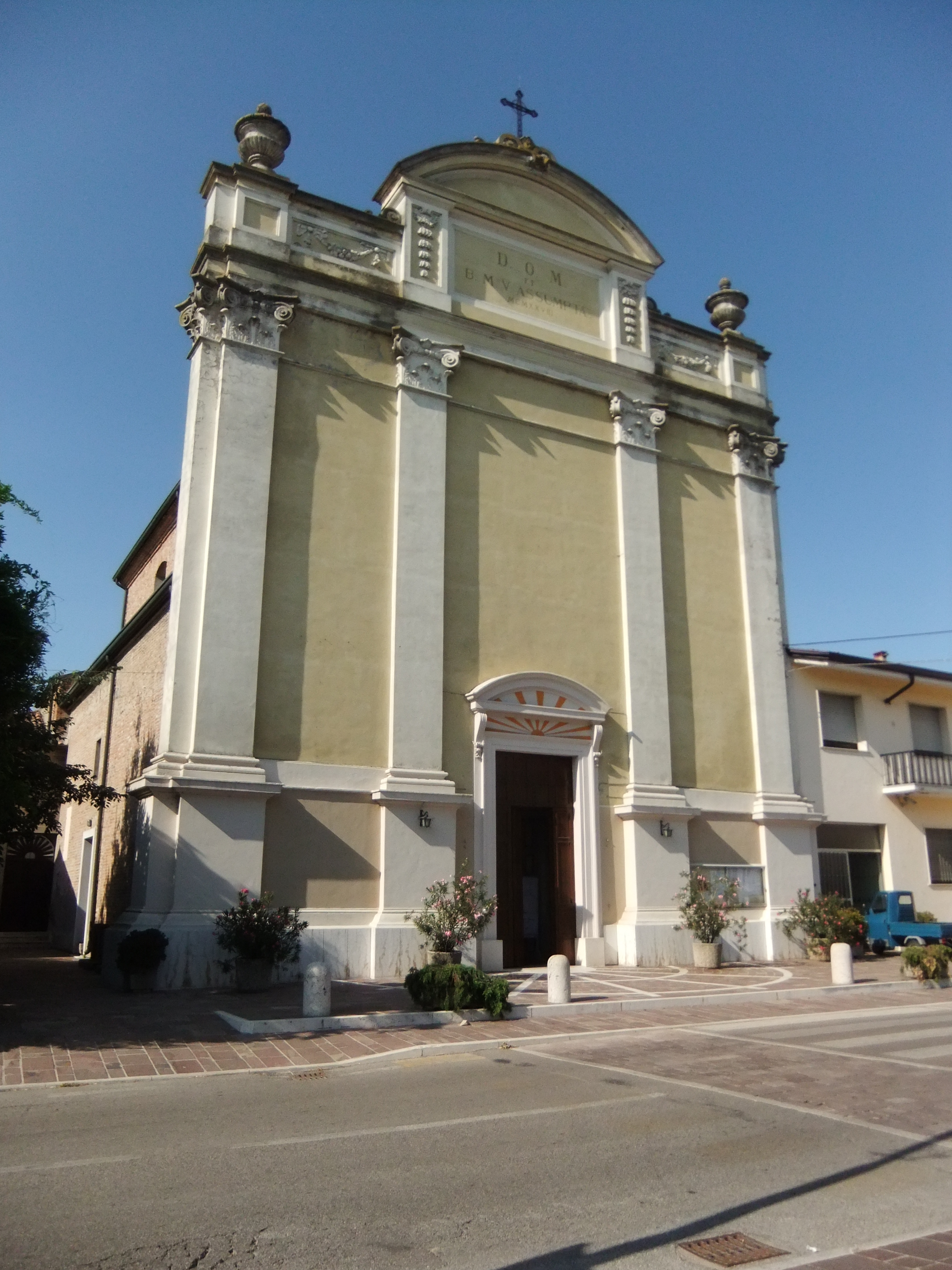
Chiesa di Santa Maria Assunta a Spinimbecco

## Edifici

### Chiesa di Santa Maria Assunta
La chiesa parrocchiale dedicata a Santa Maria Assunta è stata costruita agli inizi del XIX secolo, al posto di quella costruita nel 1355, di cui resta il campanile, peraltro ristrutturato più volte nel corso dei secoli. Gli altari della Chiesa sono però pregevole opera del barocco veronese XVII secolo: provengono, infatti, dal soppresso oratorio del Cristo in San Giorgio in Braida.
All'interno della Chiesa alcune opere di notevole valore: La tavola lignea Madonna dal Grembo Beato e San Rocco del XVII secolo, la pala dell'altare di S. Antonio, del pittore veronese Antonio Balestra XVII secolo e la pala dell'Immacolata con i Santi Francesco di Paola e Teresa d'Avila, di Carlo Ricci, firmata e datata 1778.

### Scuole elementari
L'edificio delle scuole elementari venne costruito nel biennio 1913-14 lungo la strada che collega la frazione al capoluogo. Fino ad allora l'istruzione era stata affidata alla parrocchia: dopo le numerose richieste della comunità per avere un'istruzione elementare registrate nella prima metà dell'Ottocento, la prima menzione della scuola è del 1886, affidata al parroco Don Bacileri.
L'edificio, caduto in disuso negli anni novanta, è stato restaurato nel 2010 ed ora ospita una Scuola Materna.

## Economia
Le attività lavorative degli abitanti sono per lo più indirizzate al settore terziario (numerosi i laboratori artigianali nella zona industriale a ridosso di Villa Bartolomea) e commerciale. Alcune famiglie lavorano ancora nell'agricoltura. 
La frazione è lambita dalla Superstrada Transpolesana ed è raggiungibile dalle uscite di Villa Bartolomea o Carpi d'Adige.
Al confine con la frazione di Carpi d'Adige si trova il Ponte Romano-Posa, inaugurato nel 2008, che collega il comune di Villa Bartolomea con quello di Terrazzo.

## Attività Sportive
Podismo: nel corso dell'anno 2014 si è creato a Spinimbecco, il gruppo podistico "Prova a Prendermi" (Gruppo iscritto alla FIASP) che ad oggi conta circa un centinaio d'iscritti. Il 14 giugno 2015 si è tenuta nei dintorni del paese la "1ª Marcia Prova a Prendermi" con 1263 iscritti. Il prossimo anno la manifestazione verrà replicata domenica 12 giugno. Per maggiori informazioni è stato creato un sito internet dedicato www.marciaspinimbecco.it ed una pagina Facebook.
Calcio :nel 2010 nascono gli Amatori Spinimbecco calcio a 11. Un gruppo di amici che da quasi 10 anni milita nel campionato amatoriale di calcio del basso veronese e rodigino. Tutt'oggi le gare interne si disputano il Lunedì sera nel campo parrocchiale caratterizzato da una lunga storia ricca di straordinari successi.

## Galleria d'immagini

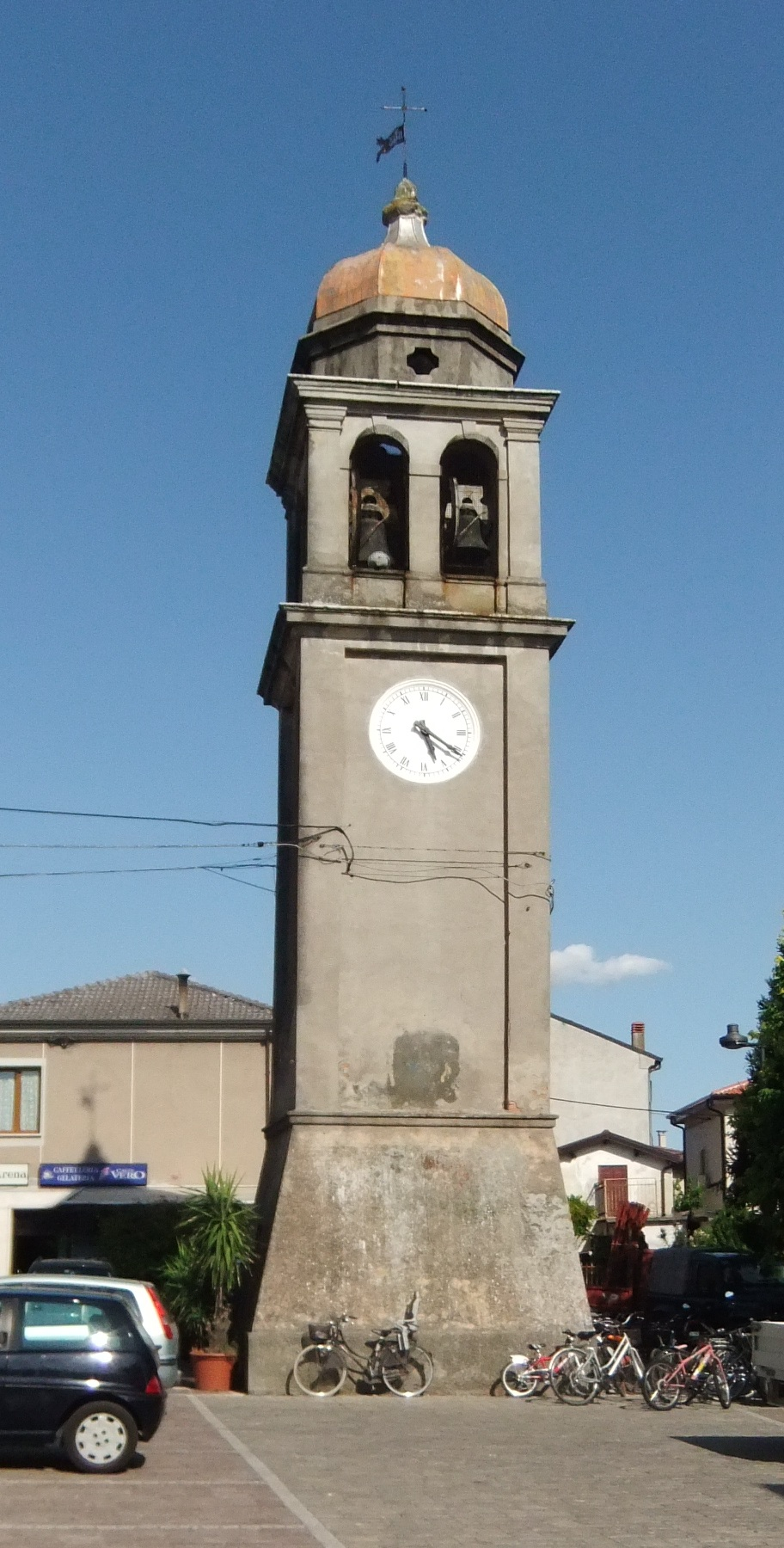
Campanile a Spinimbecco, risalente al XIII secolo.
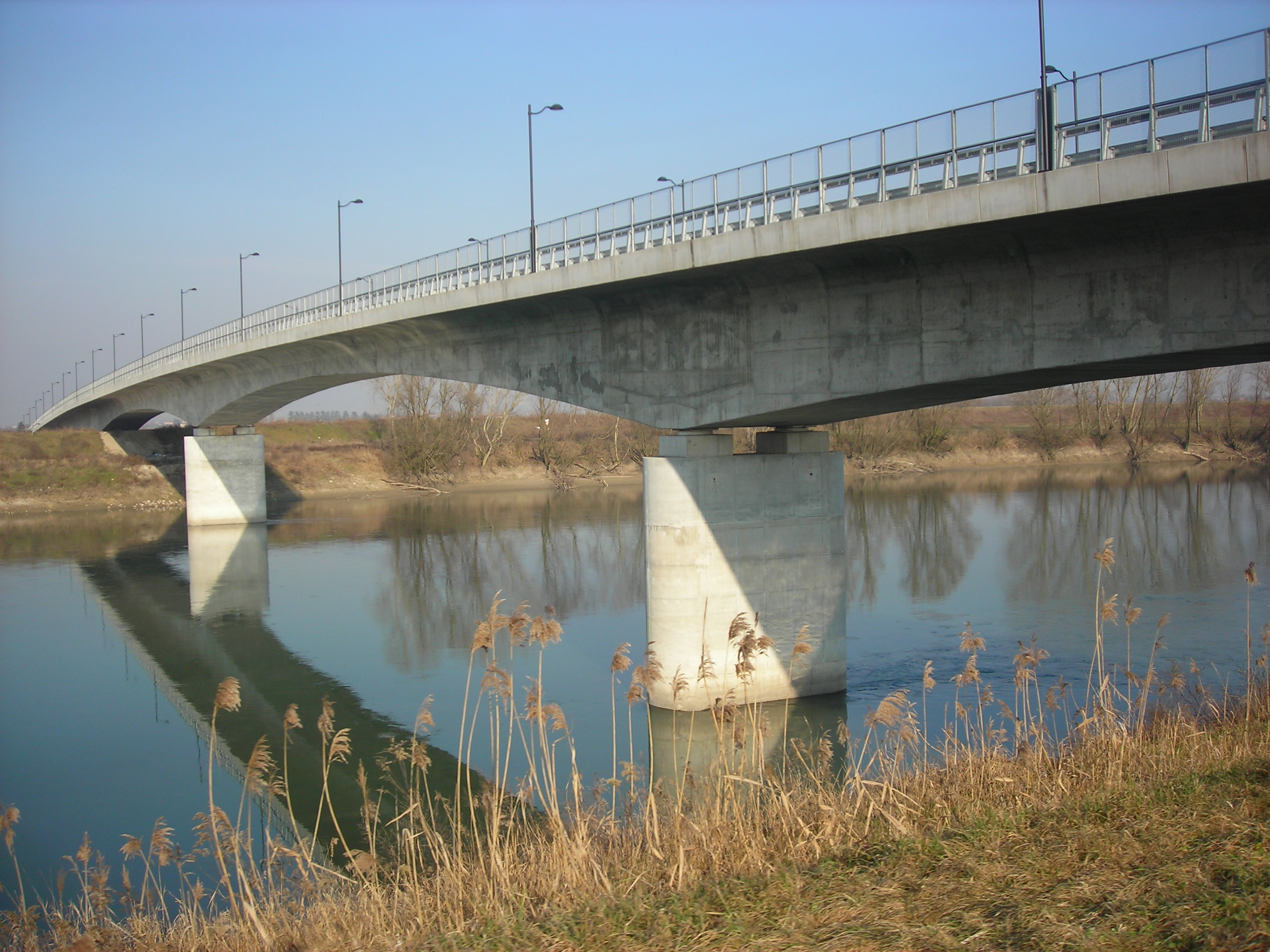
Ponte "Romano-Posa" sul Fiume Adige